# Crise econômica sul-americana de 2002
A crise econômica sul-americana de 2002 foi um conjunto de perturbações econômicas que se desenvolveram naquele ano nos países do Cone Sul da América do Sul.

## Histórico
A economia argentina sofria um déficit sustentado e de dívidas pendentes extremamente altas, e uma de suas tentativas de reforma incluiu a fixação de suas taxas de câmbio em dólares americanos. Quando o Brasil, como seu maior vizinho e parceiro comercial, desvalorizou sua própria moeda em 1999, a atrelagem argentina ao dólar norte-americano o impediu de igualar essa desvalorização, deixando seus bens comercializáveis menos competitivos com as exportações brasileiras.
Junto com o desequilíbrio comercial e o problema da balança de pagamentos, a necessidade de crédito para financiar seus déficits orçamentários tornou a economia argentina vulnerável à crise econômica e à instabilidade. Em 1999, a economia da Argentina encolheu 3,3%. O PIB continuou diminuindo: 0,8% em 2000, 4,4% em 2001 e 10,9% em 2002. Um ano antes, no Brasil, o baixo nível de água nas hidrelétricas, combinado com a falta de investimentos de longo prazo em segurança energética, forçava o país a fazer um programa de racionamento de energia, o que afetou negativamente a economia nacional.
Entrando em 2002 com a dívida pública em 54% do PIB, começou a surgir dúvidas sobre a capacidade do Brasil em honrar seus pagamentos. Com a crise argentina e a eleição presidencial daquele ano, a crescente tensão na economia levou a uma forte pressão cambial, com o país sofrendo um ataque especulativo no mercado de câmbio. De janeiro a setembro, a moeda brasileira, em relação ao dólar, desvalorizou-se em 70%, enquanto a inflação do período chegou a 12,5%. A crise foi contida por um novo acordo com o Fundo Monetário Internacional (FMI) pelo governo FHC, o qual o governo sucessor comprometeu-se em cumprir.